# NGC 4555
NGC 4555 is een elliptisch sterrenstelsel in het sterrenbeeld Hoofdhaar. Het hemelobject werd op 6 april 1785 ontdekt door de Duits-Britse astronoom William Herschel.

## Synoniemen
- IC 3545
- UGC 7762
- MCG 5-30-26
- ZWG 159.21
- PGC 41975